# Hasan Tahsin Pascià
Hasan Tahsin Pascià (Mesarë, 1845 – Losanna, 1918) è stato un ufficiale e militare ottomano, che partecipò nella guerra greco-turca del 1897 e nella prima guerra balcanica.

## Biografia e carriera
Hasan Tahsin era un albanese, nato a Mesare (un villaggio situato in Albania al confine con la Grecia), che all'epoca faceva parte della kaza di Leskovik. Durante la sua giovinezza, frequentò la scuola greca Zosimaia a Giannina dove si diplomò; parlava correntemente il greco. Iniziò il servizio come gendarme nel 1870 circa a Katerini, e in seguito si unì all'esercito ottomano come sottufficiale. Ben presto ricevette un incarico come ufficiale e nel 1881 comandò la gendarmeria ottomana a Giannina. Durante la guerra greco-turca del 1897, comandò la 6ª divisione di Trabzon e intorno al 1900 fu posto come comandante della guarnigione di Salonicco. Nel 1908-1910 prestò servizio come governatore dello Yemen prima di tornare a Salonicco, dove assunse la carica di comandante del III Corpo d'armata con il grado di ferik (tenente generale). Dopo il suo ritiro nel 1912, fu convinto a tornare in servizio come governatore generale del Vilayet di Giannina.
Con l'aumento delle tensioni con la Lega balcanica durante l'estate del 1912, passò al comando dell'VIII Corpo Provvisorio a Salonicco. Dopo lo scoppio della prima guerra balcanica, guidò le sue forze contro l'esercito greco di Tessaglia sotto il principe ereditario Costantino. L'esercito greco, meglio preparato e in inferiorità numerica rispetto alle proprie forze, sconfisse l'VIII Corpo nelle battaglie di Sarantaporo e Giannitsa. Circondato e bloccato a Salonicco e senza speranza di soccorso esterno, e venendo a conoscenza dell'avvicinarsi della 7ª divisione bulgara da nord-est, Hasan Tahsin decise di consegnare la fortezza di Salonicco e i suoi 26.000 uomini ai greci. Dopo alcuni giorni di trattative, l'8 novembre 1912 firmò il protocollo di resa con il passaggio di consegne effettuato il giorno successivo. La parte ottomana lo considerò immediatamente un traditore e una corte marziale lo condannò a morte.

## Esilio

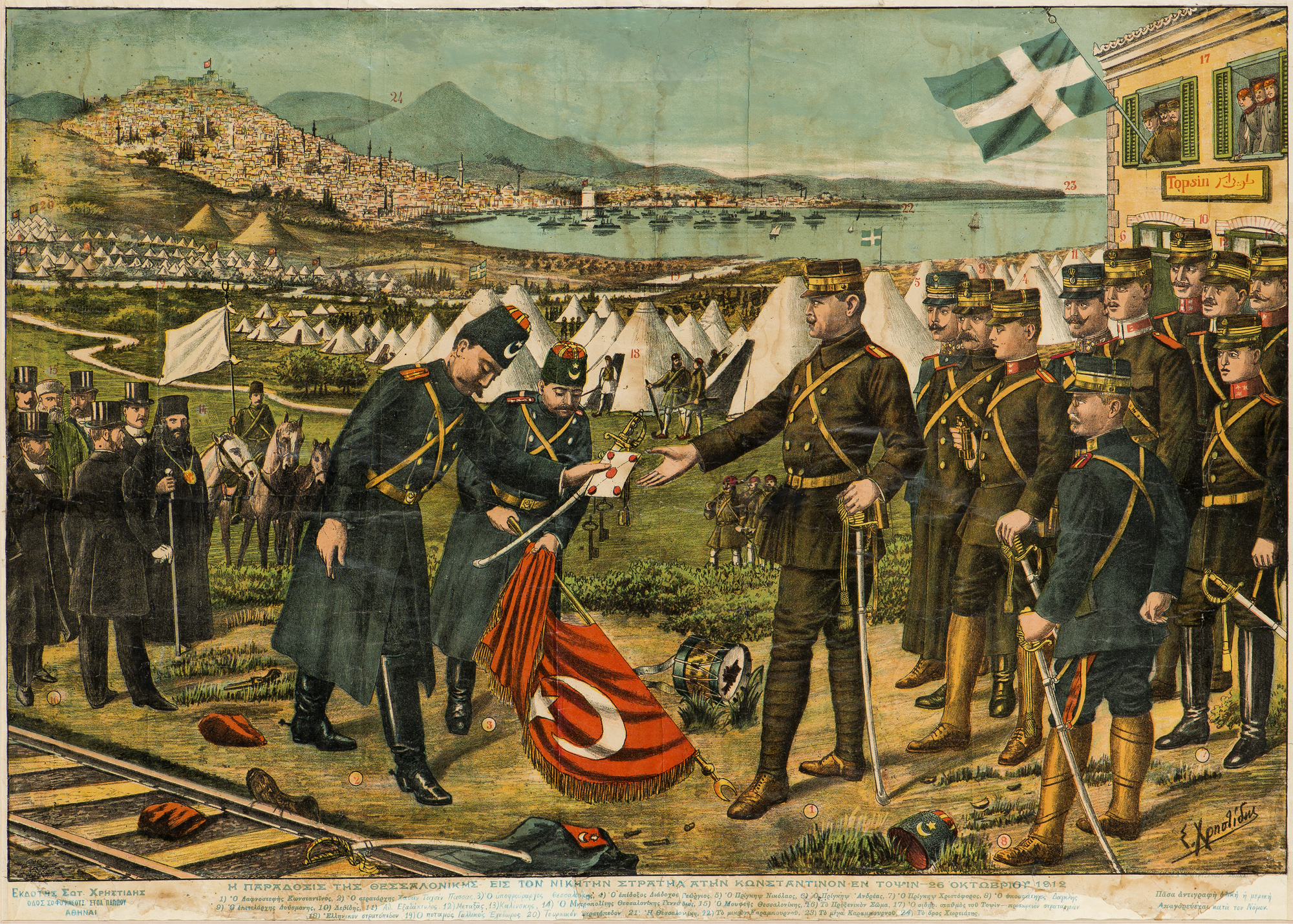
La resa di Hasan Tahsin Pascià

Dopo la sua liberazione dalla prigionia greca, andò in esilio, prima in Francia e poi in Svizzera. Morì a Losanna nel 1918 e vi fu sepolto. Nel 1937 le sue spoglie furono trasferite al cimitero albanese di Salonicco e nel 2006 al cimitero militare delle guerre balcaniche a Gefyra. Dei suoi sette figli solo tre vissero una vita lunga, due maschi e una figlia che si sposarono in Turchia. Uno dei suoi figli, Kenan Messare (1889-1965), che fu suo aiutante durante la guerra, divenne cittadino greco e un notevole pittore, noto soprattutto per i suoi ritratti di scene di battaglie delle guerre balcaniche. L'altro figlio Qemal Messare si trasferì in Albania, lavorò come funzionario presso il Ministero degli Affari Interni, nella Residenza di Re Zog, e fu nominato Ambasciatore in Grecia nel gennaio 1933, dove prestò servizio fino al 1934.